# Нижнеленская ГЭС
Нижнеленская ГЭС — проект ГЭС на реке Лена, около устья, к западу от Тикси. Это место очень удобно для постройки плотины: Лена прорезает скалы Верхоянского хребта, сужаясь до 2 километров, образуя так называемую «ленскую трубу». После постройки плотины длиной 2300 метров и высотой 118 метров, уровень воды поднялся бы на 90 метров, образовав гигантское водохранилище длиной 1500 км (до Якутска) площадью 60 тыс. км2 (вдвое больше озера Байкал, и примерно с третье по площади пресноводное озеро — Гурон) и объёмом 1900 км3 (в шесть раз больше Азовского моря, вдвое больше Ладожского озера, и в десять раз больше, чем крупнейшее существующее водохранилище Кариба) при средней ширине 70 километров, средней глубине 35 метров и максимальной до 129 метров у самой плотины. На ГЭС планировалось установить 20 мощнейших турбин по 1000 МВт каждая, годовая выработка составила бы не менее 100 млрд квт*ч, т.е. в случае реализации эта ГЭС стала бы крупнейшей не только в СССР, но и в мире. Даже сегодня эта ГЭС была бы второй по установленной мощности (после ГЭС Три ущелья), и первой по годовой выработке.
Однако, от проекта решено было отказаться. Поблизости от устья Лены нет потребителей такого количества энергии, а передавать такую мощность на тысячи километров — технически очень сложная задача. Кроме того, создание такого гигантского водоёма привело бы к существенному изменению климата. Например, расчёты показали, что водохранилище освобождалось бы от льда на 3-4 недели позже, чем сейчас, что привело бы к сокращению и без того короткой навигации. На таком водохранилище высота волн могла достигать 2-4 метров, что ухудшило бы условия для судоходства. При эксплуатации Нижнеленской ГЭС объём осенне-зимнего стока Лены в море Лаптевых увеличился бы примерно в 5 раз, а весенне-летнего — сократился в 3 раза, что привело бы к интенсивному образованию прочного и мощного пресноводного льда, увеличению ледовитости морей Лаптевых и Восточно-Сибирского моря. Это опять-таки могло ухудшить условия судоходства. С другой стороны, вместе с планировавшимся каналом Лена - Охотское море, создаваемое глубоководное водохранилище позволило бы океанским судам попадать из Лены прямо в Охотское море, тем самым на несколько тысяч километров сокращая маршрут Севморпути.